# Bistum Chiquinquirá
Das Bistum Chiquinquirá (lat.: Dioecesis Chiquinquirensis, span.: Diócesis de Chiquinquirá) ist eine in Kolumbien gelegene römisch-katholische Diözese mit Sitz in Chiquinquirá.

## Geschichte
Das Bistum Chiquinquirá wurde am 26. April 1977 durch Papst Paul VI. mit der Päpstlichen Bulle Qui Divino Consilio aus Gebietsabtretungen des Erzbistums Tunja errichtet und diesem als Suffraganbistum unterstellt.

## Bischöfe von Chiquinquirá
- Alberto Giraldo Jaramillo PSS, 1977–1983, dann Bischof von Cúcuta
- Alvaro Raúl Jarro Tobos, 1984–1997, dann Militärbischof von Kolumbien
- Héctor Luis Gutiérrez Pabón, 1998–2003, dann Bischof von Engativá
- Luis Felipe Sánchez Aponte, 2004–2025
- Ramón Alberto Rolón Güepsa, seit 2025